# Culex belemensis
Culex belemensis é um espécie de mosquito do género Culex, pertencente à família Culicidae.